# Luchtgitaar

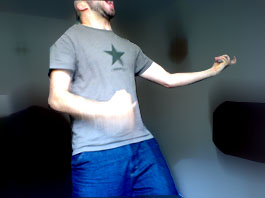
Voorbeeld van iemand die luchtgitaar speelt

Een luchtgitaar is een denkbeeldige gitaar waarop de "muzikant" speelt, of liever de bewegingen maakt alsof hij een gitaar bespeelt. Bij het luchtgitaarspelen komt het geluid meestal uit een muziekinstallatie maar de muzikant maakt zelf ook weleens het geluid.
In augustus 2023 was er een luchtgitaar-incident: nadat gasten op een feestje bij Belgisch minister Vincent Van Quickenborne geürineerd hadden tegen een politiecombi die ter beveiliging voor zijn woning stond. Enkele uren later zou de minister zelf ook naar de combi zijn gelopen en gedaan hebben alsof hij plaste. Van Quickenborne beweert dat hij luchtgitaar speelde.
De eerste bekende artiest die in het openbaar luchtgitaar speelde was Joe Cocker tijdens het festival Woodstock in 1969. Andere bekende artiesten die tijdens optredens luchtgitaar speelden zijn Elvis Presley, tijdens zijn concert Aloha From Hawaii in 1973, Marco Borsato en Robbie Williams. In 1996 werd het eerste wereldkampioenschap luchtgitaar georganiseerd, als onderdeel van het Finse Oulu Music Video Festival. Inmiddels nemen deelnemers uit zo'n 20 landen deel, waaronder Australië, België, Duitsland, Frankrijk, Japan, Nederland, Nieuw-Zeeland, Oostenrijk, Verenigd Koninkrijk en de Verenigde Staten.

## België
In België wordt sinds 2008 het "Belgisch Kampioenschap" georganiseerd. Het kampioenschap bestaat uit meerdere kwalificatierondes met een finale in juli. Bij elke voorronde wordt een kandidaat gekozen voor de finale, die plaatsvindt tijdens het Dour Festival. De winnaar krijgt een Gibson-gitaar en mag het land verdedigen op het wereldkampioenschap.
Belgische kampioenen
- 2009 : Corentin Fermont "Airgus" (Brussel)
- 2010 : Corentin Fermont "Airgus" (Brussel)
- 2011 : Kevin Leloux "Narvalwaker" (Beyne Heusay)
- 2012 : Bryan Atoine "Telerockbies" (Elsene)

Belgische prestaties op het Wereldkampioenschap
- 2003: 3e plaats: Kris Achten "Stan Kreich"
- 2004: 12e plaats: Ron Van den Branden "Bucketbutt"
- 2009: 17e plaats: Corentin Fermont "Airgus
- 2010: 4e plaats: Corentin Fermont "Airgus" en 6e plaats: Kevin Leloux "Narvalwaker"
- 2011: 9e plaats: Kevin Leloux "Narvalwaker" en 14e plaats: Corentin Fermont "Airgus"
- 2012: 7e plaats: Corentin Fermont "Airgus", 12e plaats: Raphaël Monnanteuil "Willy Wantmore" en 12e plaats: Bryan Antoine "Telerockbies"
- 2013: 6e plaats: Emmanuelle ”Miss Issipy” Stempniakowski en 11e plaats: Corentin Fermont "Airgus"
- 2014: 9e plaats: Corentin ”AirGus” Fermont

## Nederland
In Nederland wordt sinds 2003 jaarlijks het Nederlands kampioenschap luchtgitaar georganiseerd. In 2003 wordt in het Finse Oulu de eerste Nederlandse kampioen, Funky Jordi, de artiestennaam van Jordi Nieuwenburg en latere gitarist van de punk-reggaeband Jaya The Cat, tweede tijdens het WK. In 2005 won Nederland voor het eerst de wereldtitel in de persoon van Michael Heffels, alias The Destroyer. De Amsterdammer Pelvis Fenderbender werd datzelfde jaar derde tijdens de wereldtitelstrijd, een positie die in 2012 ook werd ingenomen door tweevoudig Nederlands kampioen Theun 'Tremelo Theun' De Jong. Verder succes, in 2008 wordt Andel 'John Sniffler' Soree uit Utrecht tijdens het WK 2e. In 2006 was er ook een sterke opkomst van vrouwen bij de Nederlandse kampioenschappen. Onder anderen Caroline Westendorp, alias The Queen Of Rock, verzekerde zich van een plaatsje in de finale van het NK in Paradiso. Naast haar stonden nog drie andere vrouwen.
Nederlandse kampioenen
- 2003: Jordi 'Funky Jordi' Nieuwenburg (Oegstgeest)
- 2004: Michael 'The Destroyer' Heffels (Roermond)
- 2005: Theun 'Tremelo Theun' de Jong (Hengelo)
- 2006: Igmar 'Iggy Stardust' de Haan (Amsterdam)
- 2007: Tom 'The T' Vorstius Kruijff (Breda)
- 2008: Andel 'John Sniffler' Soree (Utrecht)
- 2009: Theun 'Tremelo Theun' de Jong (Hengelo)
- 2012: James 'The Beast' Lowe (Den Haag)
- 2014: Michael 'The Destroyer' Heffels (Roermond)
- 2015: Sita 'The Guilty Director' van Sante (Amsterdam)[3]